# Deutscher Dart-Verband
Der Deutsche Dart-Verband e. V. (DDV) ist der nationale Dachverband für den Dartsport in Deutschland. Er wird von der World Darts Federation, die der Vereinigung nicht-olympischer Sportverbände AIMS angehört, als allein zuständiger Dart-Verband für Deutschland anerkannt und ist seit Dezember 2010 Mitglied im Deutschen Olympischen Sportbund.

## Geschichte
Der DDV wurde am 21. August 1982 in Wiesbaden gegründet.
Als erster Präsident des DDV wurde der Kölner Rolf Kahrau gewählt. Seit 2021 wird dieses Amt von Axel Krauss bekleidet.
Im Jahr 1983 wurde der DDV in das Vereinsregister beim Amtsgericht Wiesbaden eingetragen.
Am 4. Dezember 2010 wurde der Deutsche Dart-Verband bei der Mitgliederversammlung des Deutschen Olympischen Sportbundes in München als 98. Mitglied in den DOSB aufgenommen. Zu diesem Zeitpunkt hatte der DDV insgesamt 11.019 Mitglieder vorzuweisen.
Der Präsident Michael Sandner führte den DDV im Jahr 2018 in die Bundesförderung. Somit war der Weg in eine professionellere Kaderförderung und Leistungssportpersonal geöffnet und wird seitdem durch das Bundesinnenministerium gefördert.
Ab Oktober 2018 konnte der DDV erstmals hauptamtliches Leistungssportpersonal einstellen. Jürgen Rollmann wurde Sportdirektor und Axel Krauss Bundestrainer.
Seit 2019 ist der Deutsche Dart-Verband Mitglied der World Disability Darts Association (WDDA) und richtete 2020 erstmals eine Paradart-Saison aus.
Bundestrainer war von 2020 bis 2022 der ehemalige Dart-WDF-Weltmeister Roland Scholten aus den Niederlanden. Seit 2022 hat Dirk Wurzler diese Position inne.

## Mitglieder
2023 sind über 19.000 Mitglieder in 14 festen Landesverbänden im DDV organisiert. Mecklenburg-Vorpommern ist seit dem 1. Oktober 2021 das 14. Mitglied im DDV. Somit besteht der DDV aus folgenden Landesverbänden:
- BDV (Bayerischer Dartverband)
- BWDV (Baden-Württembergischer Dartverband)
- DVB (Dartverband Berlin)
- DVMV (Dartverband Mecklenburg-Vorpommern)
- HBDV (Hansestadt Bremen Dart Verband)
- HDV (Hessischer Dartverband 1985)
- LDVH (Landesdartverband Hamburg)
- LDVT (Landesdartverband Thüringen)
- NDV (Niedersächsischer Dartverband)
- NWDV (Nordrhein-Westfälischer Dartverband)
- RPDV (Rheinland-Pfälzischer Dartverband)
- SADV (Saarländischer Dartverband)
- SDV (Sächsischer Dartverband)
- SHDV (Schleswig-Holsteiner Dartverband)

## Wettkampfsport
Der DDV führt seit der Gründung Einzelranglisten für Damen und Herren. Bei der deutschen Meisterschaft 1987 wurde erstmals ein Juniorenturnier ausgespielt. Seit der Saison 1995/96 spielen die Jugendlichen getrennt nach Jungen und Mädchen ihre Ranglistenturniere aus.
Die größten und wichtigsten nationalen Turniere sind nach den deutschen Meisterschaften und den German Masters die drei Weltranglistenturniere Bull’s German Open (Bochum), German Gold Cup (Bremen) und Dortmund Open. Die Bull’s German Open gehört mit knapp 1600 Teilnehmern im Einzel (Senioren und Junioren) zu den größten Dart-Turnieren der Welt.
Im DDV wird auch Mannschaftssport betrieben. In den Landesverbänden gibt es eine feste Ligastruktur. Bis zum Jahr 2004 haben die Landesverbände immer die jeweiligen Landesmeister und weitere qualifizierte Teilnehmer zur deutschen Mannschaftsmeisterschaft entsendet. An einem Wochenende wurde dann der Deutsche Mannschaftsmeister ausgespielt.

### Steeldart Bundesliga
Seit dem Jahr 2005 richtet der DDV eine Bundesliga aus. In zwei 9er Gruppen aufgeteilt in eine Bundesliga Nord und Süd werden an 8 Spieltagen die Teilnehmer der Bundesligaendrunde ermittelt. In den ersten beiden Jahren haben sich die jeweils zwei Erstplatzierten der beiden Staffeln für die Endrunde qualifiziert. Im Jahr 2007 wurde die Anzahl der Endrundenteilnehmer auf 8 Teams erhöht, nun nehmen die jeweils vier erstplatzierten Teams an der Endrunde teil. Zur Saison 2022/23 wurde die 2. Bundesliga gegründet, welche ebenfalls in 2 Gruppen Nord und Süd unterteilt ist.
Aktuell (Saison 2023/24) spielen in der Winmau Bundesliga die folgenden 18 Teams:
Gruppe Süd:
- Karlsruher SC
- DC Dartmoor Darmstadt
- DV Kaiserslautern
- Darts Pub Walldorf
- DC Hawks Vilsbiburg
- Dart Fabrik Leipzig
- DC Nostradartmus
- DC Wolfsölden
- DC Torpedo’s

Gruppe Nord:
- DC Vegesack Bremen
- Dart Team Steinfurt 1
- DC Bulldogs Wolfenbüttel
- Lumberjacks Salzgitter
- DT Pusdorfer Ratten
- SC Eilbek
- Vikings DC Berlin
- Captains DC Berlin
- DSC Goch

## Liste der deutschen Meister
| Jahr         | Männer                          | Frauen                 | Mannschaftsmeister     |
| ------------ | ------------------------------- | ---------------------- | ---------------------- |
| 1982         | Wolfgang Damm                   | nicht ausgetragen      | nicht ausgetragen      |
| 1983         | Peter Hummel                    | nicht ausgetragen      | nicht ausgetragen      |
| 1984         | Bernd Hebecker                  | Bianca Schmidt         | Jolly DT Berlin        |
| 1985         | Rolf Kahrau                     | Birgit Thomas          | Broadway Bremen        |
| 1986         | Dieter Sentrup                  | Sabine Eggerer         | Post SV Hannover       |
| 1987         | Wolfgang Nolte                  | Ela Worms              | Post SV Hannover (2)   |
| 1988         | Dieter Schutsch                 | Gabi Kosuch            | Post SV Hannover (3)   |
| 1989         | Rainer Halfmann                 | Gabi Kosuch (2)        | Kölner Dartverein      |
| 1990         | Andreas Kröckel                 | Andrea Leipold         | Kölner Dartverein (2)  |
| 1991         | Bert Hansen                     | Marion Diehn           | DC Seligenstadt        |
| 1992         | Kai Pfeiffer                    | Heike Ernst            | DSC Essen              |
| 1993         | Bernhard Willert                | Heike Ernst (2)        | 1. DC Mülheim/Ruhr     |
| 1994         | Frank Mast                      | Heike Ernst (3)        | 1. DC Mülheim/Ruhr (2) |
| 1995         | Colin Rice                      | Gabi Kosuch (3)        | 1. DC Mülheim/Ruhr (3) |
| 1996         | Colin Rice (2)                  | Heike Ernst (4)        | 1. DC Mülheim/Ruhr (4) |
| 1997         | Olaf Cremer                     | Bianka Strauch         | Irish Folk Pub München |
| 1998         | Olaf Tupuschis                  | Heike Ernst (5)        | 1. DC Mülheim/Ruhr (5) |
| 1999         | Marcel Schmidt                  | Kerstin Niederau       | 1. DC Mülheim/Ruhr (6) |
| 2000         | Thomas Wille                    | Heike Ernst (6)        | 1. DSC Bochum          |
| Mai 2001     | Ulrich Meyer-Schlüter           | Heike Ernst (7)        | DIG Neu-Isenburg       |
| Oktober 2001 | Tomas Seyler                    | Bianka Strauch (2)     | DIG Neu-Isenburg       |
| 2002         | Andree Welge                    | Trixi Kröckel          | 1. DC Wuppertal        |
| 2003         | Tomas Seyler (2)                | Heike Ernst (8)        | 1. DSC Bochum (2)      |
| 2004         | Tomas Seyler (3)                | Heike Ernst (9)        | DIG Neu-Isenburg (2)   |
| 2005         | Andreas Kröckel (2)             | Heike Ernst (10)       | 1. DSC Bochum (3)      |
| 2006         | Michael Rosenauer               | Marene Csepeli         | DC Vegesack Bremen     |
| 2007         | Colin Rice (3)                  | Bianka Strauch (3)     | 1. DSC Bochum (4)      |
| 2008         | Andree Welge (2)                | Bianka Strauch (4)     | Vikings DC Berlin      |
| 2009         | Karsten Koch                    | Karina Känzig          | DC Vegesack Bremen (2) |
| 2010         | Kevin Münch                     | Stefanie Lück          | DC Vegesack Bremen (3) |
| 2011         | Klaus Rohlederer                | Irina Armstrong        | DC Vegesack Bremen (4) |
| 2012         | Marko Puls                      | Irina Armstrong (2)    | DC Vegesack Bremen (5) |
| 2013         | Kevin Münch (2)                 | Anne Willkomm          | Dartspub Walldorf      |
| 2014         | Daniel Zygla                    | Stefanie Lück (2)      | DV Kaiserslautern      |
| 2015         | Pavel Jirkal                    | Stefanie Rennoch       | DC Vegesack Bremen (6) |
| 2016         | Martin Schindler                | Irina Armstrong (3)    | DC Black Birds Kelheim |
| 2017         | wg. Dopingfall kein Dt. Meister | Stefanie Lück (3)      | DV Kaiserslautern      |
| 2018         | Ricardo Pietreczko              | Monique Leßmeister     | DC Vegesack Bremen (7) |
| 2019         | Pascal Wirotius                 | Monique Leßmeister (2) | DC Dartmoor Darmstadt  |
| 2020         | Ausgesetzt                      | Ausgesetzt             | Ausgesetzt             |
| 2021         | Ausgesetzt                      | Ausgesetzt             | Ausgesetzt             |
| 2022         | Ole Holtkamp                    | Stefanie Lück (4)      | DC Vegesack Bremen (8) |
| 2023         | Mitja Gustorf                   | Irina Armstrong (4)    | Karlsruher SC          |
| 2024         | Kai Gotthardt                   | Irina Armstrong (5)    | Karlsruher SC (2)      |